# Нана, Джульетта
Джульетта Нана (фр. Juliette Nana; род. 16 августа 2000, Уагадугу) — буркинийская футболистка, полузащитник женской сборной Буркина-Фасо.

## Биография
Джульетта Нана родилась 16 августа 2000 года в буркинийском городе Уагадугу.
Играет в футбол на позиции полузащитника. Начала карьеру в чемпионате Буркина-Фасо. В 2020 году перешла в белорусский «Неман» из Гродно. В том же сезоне провела 9 матчей в чемпионате Белоруссии, забила 2 мяча. В сезоне-2021 сыграла в 25 матчах, забила 22 гола, став бронзовым призёром чемпионата.
С октября 2022 года играет за турецкий «Хатайспор».
Выступала за юниорскую сборную Буркина-Фасо. С 2022 года играет за женскую сборную страны, провела 5 матчей, забила 3 мяча. Дебютным стал матч 16 февраля 2022 года в Бисау в рамках отборочного турнира Кубка африканских наций в Марокко против сборной Гвинеи-Бисау (6:0), в котором Нана вышла в стартовом составе и сделала дубль. Участвовала в Кубке африканских наций, провела 3 матча, мячей не забивала.

## Достижения

### Командные
«Неман»
- Бронзовый призёр чемпионата Белоруссии (1): 2021.